# Dixieland Jubilee Records

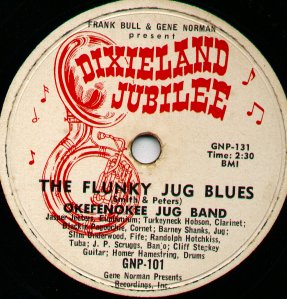
Een 78 toerenplaat op Dixieland Jubilee Records

Dixieland Jubilee Records was een Amerikaans platenblabel uit de jaren vijftig, waarop dixieland en jug music uitkwam. Het label was eigendom van Gene Norman en Frank Bull. Artiesten die op het label uitkwamen waren onder meer Teddy Buckner, Kid Ory en Wild Bill Davison. In de jaren zestig werd het opgenomen in GNP Crescendo Records, eveneens eigendom van Norman. Het repertoire van het label is tegenwoordig te downloaden.